# Rémalard
Rémalard (wymowaⓘ) – miejscowość i dawna gmina we Francji, w regionie Normandia, w departamencie Orne. W 2013 roku jej populacja wynosiła 1242 mieszkańców. 
W dniu 1 stycznia 2016 roku z połączenia trzech ówczesnych gmin – Bellou-sur-Huisne, Dorceau oraz Rémalard – utworzono nową gminę Rémalard-en-Perche. Siedzibą gminy została miejscowość Rémalard. 